# Elmer Ottis Wooton
Elmer Ottis Wooton est un botaniste américain, né le 19 septembre 1865 à Kokomo, Indiana et mort le 20 novembre 1945.

## Biographie
Il est notamment l’auteur avec Paul Carpenter Standley (1884-1963) de Descriptions of new plants preliminary to a report upon the flora of New Mexico (1913) et de Flora of New Mexico (1915). Wooton enseigne les sciences à l’école d’agriculture du Nouveau-Mexique à Las Cruces.

## Source
- John Hendley Barnhart (1965). Biographical Notes upon Botanists. G.K. Hall & Co. (Boston).